# Charles G. Williams
Charles Grandison Williams (Royalton, 18 de octubre de 1829 - Watertown, 30 de marzo de 1892) fue un abogado y político estadounidense. Representó al estado de Wisconsin durante diez años en la Cámara de Representantes de los Estados Unidos, desde 1873 hasta 1883.

## Biografía

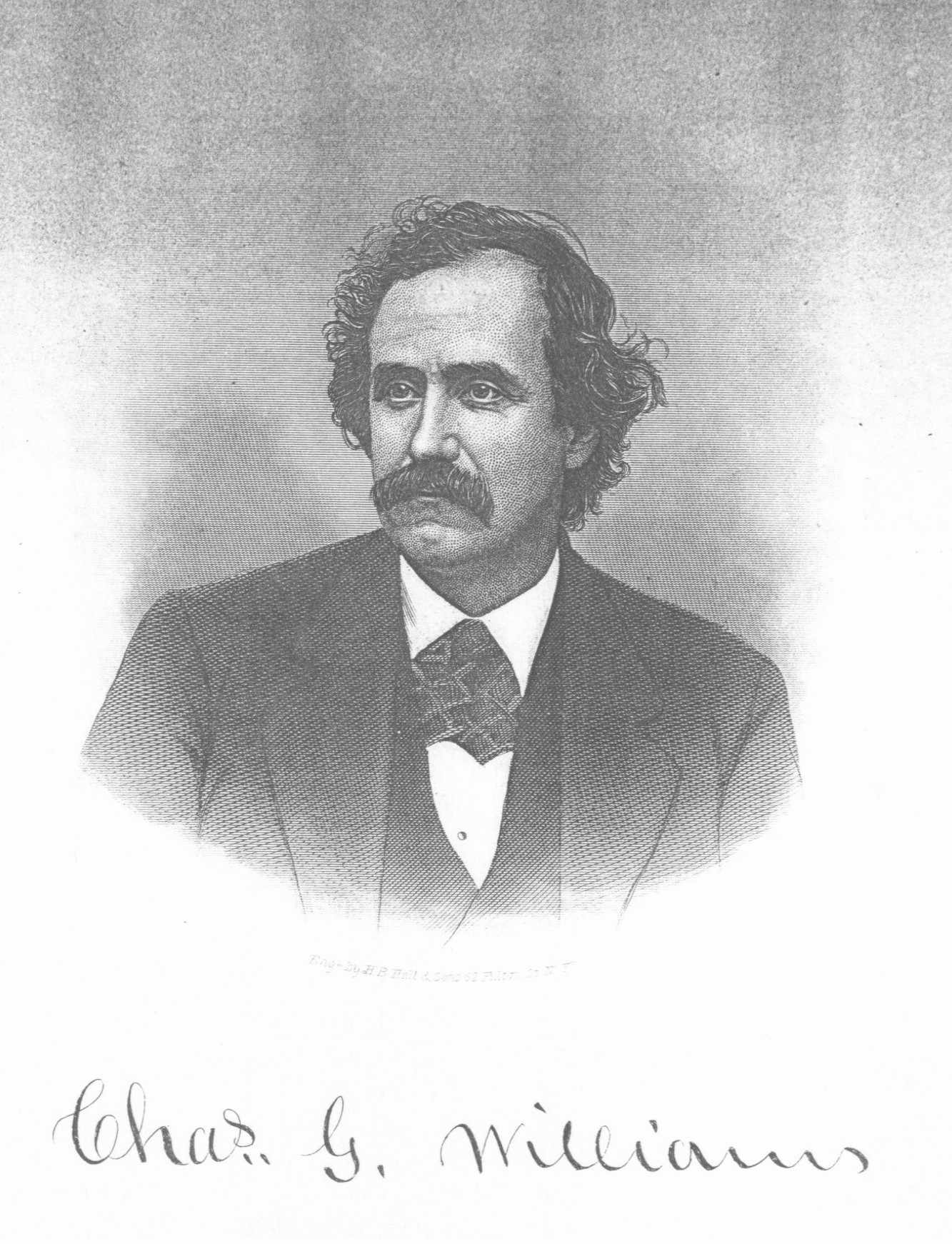
Charles G. Williams en 1870.

Nacido en Royalton, Nueva York Williams siguió un curso académico y estudió derecho en Rochester. Se mudó a Wisconsin en 1856, después de la muerte de su primera esposa, y se estableció en Janesville, en el condado de Rock. Fue admitido en el colegio de abogados y comenzó a ejercer en Janesville, donde formaría una sociedad legal con David Noggle y Henry A. Patterson.
Fue elegido para el Senado del estado de Wisconsin en 1868 y reelegido en 1870. Fue elegido presidente pro tempore del Senado para las sesiones de 1871 y 1872. También fue elector presidencial de Ulysses S. Grant en las elecciones presidenciales de Estados Unidos de 1868.
En 1872, Williams fue elegido para representar el 1.º distrito congresional de Wisconsin, y posteriormente fue reelegido cuatro veces, sirviendo desde el 4 de marzo de 1873 hasta el 3 de marzo de 1883. En el 47.º Congreso (1881-1883), se desempeñó como presidente de la Comisión de Relaciones Exteriores.
Fue derrotado en las elecciones de 1882 mientras buscaba un sexto mandato en el Congreso. Después de su derrota, fue nombrado registro de la oficina de tierras del Territorio de Dakota y se trasladó a Watertown, Territorio de Dakota, donde permaneció por el resto de su vida.

## Vida personal
Su primera esposa, Harriet Gregg, murió en 1856. Su segunda esposa fue Mary M. Noggle, hija del juez David Noggle, su primer socio legal y uno de los padres fundadores de Janesville. Tuvieron una hija, Kate Anna Williams (nacida en 1861) y un hijo, Ward David Williams (nacido el 4 de septiembre de 1864 y fallecido el 28 de marzo de 1926 en Baltimore, Maryland). Falleció el 30 de marzo de 1892 en Watertown, Territorio de Dakota. Fue enterrado en el cementerio de Oak Hill en Janesville, Wisconsin.